# Ration Farm Military Cemetery
Le cimetière « Ration Farm Military Cemetery » est un cimetière de la Première Guerre mondiale situé à La Chapelle-d'Armentières (Nord).

## Victimes
| Pays             | Victimes |
| ---------------- | -------- |
| Royaume-Uni      | 1022     |
| Australie        | 259      |
| Nouvelle-Zélande | 32       |
| Allemagne        | 4        |
| Total            | 1317     |

## Coordonnées GPS
50° 39′ 27″ nord, 2° 53′ 19″ est